# Maruyama Gondazaemon

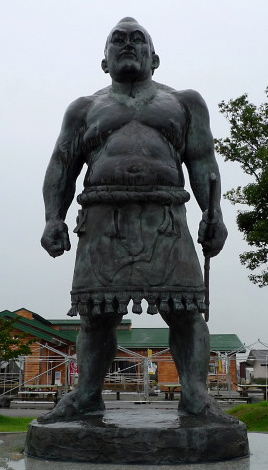
Statue von Maruyama Gondazaemon

Maruyama Gondazaemon (jap. 丸山 権太左衛門; * 23. Dezember 1713 in Tome in der Präfektur Miyagi; † 14. November 1749 in der Präfektur Nagasaki) war der Überlieferung nach der dritte Yokozuna im japanischen Sumōringen.
Maruyama soll nicht nur ein hervorragender Ringer gewesen sein, sondern auch eine für die Verhältnisse seiner Zeit geradezu monströse Statur besessen haben: 1,97 m und 166 kg Gewicht waren für die Edo-Zeit beinahe unglaubliche Maße. Dementsprechend soll Maruyama auch bereits mit 17 Jahren in Edo zum Ōzeki ernannt worden sein und damit den höchsten Rang im Sumō erreicht haben. Später ging er nach Ōsaka, wo er im August 1749 zum Yokozuna ernannt worden sein soll. Noch bevor er als solcher einen einzigen Turnierkampf bestreiten konnte, wurde er Opfer einer Seuche. Manchen Quellen zufolge starb er auch bereits auf dem Weg zur Verleihung.
Von Maruyama wird angenommen, dass er mit großer Wahrscheinlichkeit tatsächlich historisch existierte. Er wird bis heute in der offiziellen Sumō-Zeitrechnung als dritter Yokozuna geführt. Gelegentlich taucht er auch als zweiter Yokozuna auf.